# Петров, Владимир Михайлович (философ)
Влади́мир Миха́йлович Петро́в (20 декабря 1937, Москва — 3 января 2022, Москва) — советский и российский философ, социолог, культуролог и физик. Доктор философских наук (1993, специальность 17.00.08: Теория и история культуры), профессор (1995), кандидат физико-математических наук (1968).

## Биография
Окончил факультет электронной техники Московского  энергетического  института  (инженер,  1961), учился также на физическом факультете. В  1961—1973  годах работал  в  научно-исследовательских  институтах,  главным  образом связанных  с  физикой  твёрдого  тела.  Параллельно  руководил  Эстетической  секцией Проблемной группы по семиотике при МГУ им. М. В. Ломоносова (1964—1973). Один из популяризаторов западных работ по семиотике в СССР. Один из основателей серии научно-популярных ежегодников «Число и мысль».  В  1973—1977 годах  занимался математической социологией, системным анализом и обработкой данных  в  ЦЭМИ РАН,  в  1978—2013 работал в Государственном  институте  искусствознания, с 1999 года главный научный сотрудник. В 2002—2012 годах профессор Государственного университета управления. В настоящее время, по собственному признанию, является независимым исследователем «по причине независимых научных и политических взглядов».
Участник  неформальной художественной жизни Москвы в советский период: автор  и  редактор  «самиздатовских» журналов, в частности, один из редакторов журналов «Искусство Коммуны» (1962—1963), «Школа теории и практики новой эстетики» (1973—1974), «Метки по новой живописи» (1975—1980). Один из создателей направления искусства «конструктивный  концептуализм» наряду с художником Виталием Грибковым и прозаиком Львом Меламидом.  
Выступает как переводчик и поэт. Опубликовал книгу переводов и собственный поэтический сборник.
Вице-президент Международной ассоциации эмпирической эстетики. Вице-президент отделения информационной культуры Международной академии информатизации. Почетный  профессор Пермского государственного института культуры,  Краснодарского  государственного университета  культуры,  Азербайджанского  института архитектуры  и  искусств,  адъюнкт-профессор университета Калифорнии (Санта-Круз).

## Философские и научные взгляды
Сфера научных  интересов:  математические методы в гуманитарных науках, «системно-информационный» подход.
Развивает гипотезу математика С. Ю. Маслова о цикличности социокультурной динамики на основе преобладания право- и лево- полушарной деятельности.

## Избранные труды
- Лотман Ю. М., Петров В. М. (сост.) Семиотика и искусствометрия: Сборник статей. — М.: Мир, 1972. — 368 с.; Изд. 2-е, доп. Под загол.: Искусствометрия: Методы точных наук и семиотики. — М.: ЛКИ, 2007. — 368 с. — ISBN 978-5-382-00325-2; Изд. 5-е, стер. — М.: Ленанд, 2019. — 370 с. — ISBN 978-5-9710-5758-1 — Послесловие: Петров В. М. Инновации в науке об искусстве — у порога нового этапа.
- (В соавт. c: Яблонский А. И.) Математика и социальные процессы: Гиперболические распределения и их применение. — М.: Знание, 1980 (Цикл серий: Новое в жизни, науке, технике. Серия: Математика, кибернетика. — №1. — 1980).  — 54 с.; Изд. 2. Под загол.: Математика социального неравенства: Гиперболические распределения в изучении социокультурных процессов. — М.: URSS,  2013. — 64 с. — ISBN 978-5-397-04105-8
- (В соавт. c: Махмудов Т. М.) Вопросы методологии эстетического анализа искусства. — Ташкент: Фан, 1984. — 232 с.
- (В соавт. c: Суна У. Ф.) Социология эстетической культуры: Проблемы методологии и методики. — Рига: Зинатне, 1985. — 246 с.
- (В соавт. c: Голицын Г. А.) Гармония и алгебра живого (В поисках биологических принципов оптимальности). — М.: Знание, 1990. — 128 с. — ISBN 5-07-000659-2; Изд. 2. Под загол.: Информация и биологические принципы оптимальности: Гармония и алгебра живого. — М.: КомКнига, 2005. — ISBN 5-484-00218-4; Изд. 3. — М.: URSS, 2010. — 128 с. — ISBN 978-5-397-01412-0
- Прогнозирование художественной культуры (Вопросы методологии и методики). — М.: Наука,1991. — 152 с.
- (В соавт. c: Голицын Г. А.) Информация — поведение — творчество. — М.: Наука, 1991. — 224 с. — ISBN  5-02-013436-8; Изд. 2. Под загол.: Информация. Поведение. Язык. Творчество. — М.: URSS, 2007. — 224 с. — ISBN 978-5-382-00175-3; Изд. 3. — М.: URSS, 2007. — 224 с. — ISBN 978-5-9710-4601-1
- (В соавт.) Golitsyn G. A., Petrov V. M. Information and creation: Integrating the «two cultures». — Basel: Birkhauser Verlag, 1995. — 188 p. (англ.)
- (В соавт. c: Бояджиева Л. Г.) Перспективы развития искусства: методы прогнозирования. — М.: Русский мир, 1996. — 158 с. — ISBN 5-85810-025-2
- Прямое и непрямое воздействие искусства: Проблемы методологии и методики исследования. — М.: Русский мир, 1997; Изд. 2. Под загол.: Эффективность воздействия искусства. Прямое и непрямое потребление. — М.: Либроком, 2013. — 176 с. — ISBN 978-5-397-03668-9
- Количественные методы в искусствознании. — Вып. 1: Пространство и время художественного мира: Учебное пособие. — М.: Смысл, 2000. — 204 с. — ISBN 5-89357-066-9 ; Количественные методы в искусствознании: Учебное пособие для высшей школы. — М.: Академический проект, 2004 (Серия: Gaudeamus).  — 432 с. — ISBN 5-8291-0319-2; Изд. 2, испр. Под загол.: Измерения в культуре: Количественные методы в искусствознании. — М.: URSS, 2019. — 344 с. — ISBN 978-5-9710-5333-0
- (В соавт.: Копцик В. А., Рыжов В. П.) Этюды по теории искусства: Диалог естественных и гуманитарных наук. — М.: ОГИ, 2004. — 352 с. — ISBN 5-94282-238-7
- (В соавт. c: Голицын Г. А.) Социальная и культурная динамика: долговременные тенденции (информационный подход). — М.: КомКнига, 2005.  — ISBN 5-484-00204-4; Переизд. 2007 г.; Изд. 3. — М.: URSS, 2019. — 272 с. — ISBN 978-5-9710-5923-3
- Информационная парадигма в науках о человеке // Психология: Журнал ВШЭ. — 2007. — № 1. — С. 95—110. — ISSN 2541-9226
- Социальная и культурная динамика: быстротекущие процессы (информационный подход). — СПб.: Алетейя, 2008; Изд. 2. — М.: URSS, 2019.—  336 с. — ISBN 978-5-9710-6448-0.
- Тернарность в мышлении, культуре, искусстве: системно-информационные корни бессознательного // Психология: Журнал ВШЭ. — 2008. — № 4. — С. 3—18. — ISSN 2541-9226
- Противоречия креативной среды в информационном обществе: Возникающие социальные и психологические проблемы // Мир психологии. — 2014. — № 3 (79). — С. 236—253. — ISSN 2073-8528 Архивная копия от 3 июня 2019 на Wayback Machine
- Социальная и культурная динамика: методология прогнозирования (информационный подход). — М.: Либроком, 2013. — ISBN 978-5-397-03384-8; Переизд. — М.: URSS, 2019. — 272 с. — ISBN 978-5-397-06621-1